# Primorski Dolac
Primorski Dolac  (1945-ig Suhi Dolac) falu és község Horvátországban Split-Dalmácia megyében.

## Fekvése
Splittől légvonalban 26, közúton 44 km-re, Trogirtól légvonalban 15, közúton 24 km-re északnyugatra Dalmácia középső részén, a Dalmát Zagora déli peremén, a megyehatár közelében a Prača északi lejtői alatt egy völgyben fekszik. Települései a völgy két oldalán keletről nyugat felé haladva: Gornji Dolac, Sučevići, Kalpići, Franići, Barići, Šustići, Bakovići, Šantići, Šimci, Markovine, Žunići, Stojaci, Balovi, Akažići, Dračari és Donji Dolac.

## Története
Területe már a történelem előtti időkben is lakott volt, ezt igazolják a Brdašce, Gradina kod Markovina és Vrljica nevű magaslatokon található ókori erődített települések maradványai. A középkorban Trogir városának területéhez tartozott. A 17. századi trogiri történetíró Pavao Andreis szerint IV. Béla magyar király Suhi Dolacot az Andreis családnak adta. A 15. században a növekvő török veszély hatására Suhi Dolac és Prapatnica között felépítették Znojilo toronyvárát. Az ismétlődő támadások miatt azonban lakossága jelentősen csökkent. Újratelepítése a 17. század elején indult meg és főként a ferences rendnek köszönhető, akik irányították a műveletet. A török veszély elmúltával a hitélet is megújult a településen. A plébánia szolgálatát a sinji ferences kolostor szerzetesei látták el, anyakönyveit a 18. század elejétől vezették. A plébániatemplomot 1730-ban szentelték fel. Didak Manola trogiri püspök 1757-es egyházlátogatása során feljegyzi, hogy a Szent Antal plébániatemplom annyira kicsi, hogy abba húsz személy is alig fér be. Ekkor már készültek az új templom építésére. 1797-ben a Velencei Köztársaság megszűnésével a település a Habsburg Birodalom része lett. 1806-ban Napóleon csapatai foglalták el és 1813-ig francia uralom alatt állt. Napóleon bukása után ismét Habsburg uralom következett, mely az első világháború végéig tartott. 1857-ben 805, 1910-ben 1213 lakosa volt. Fejlődésén sokat lendített a Split-Siverić vasútvonal 1877-es megnyitása. A vasútépítők egyik bázisa a község Bakovići nevű településén volt. Az épület ma is áll, Fratrova kućának nevezik, mert évekig a plébános lakott benne. Az I. világháború után rövid ideig az Olasz Királyság, ezután a Szerb-Horvát-Szlovén Királyság, majd Jugoszlávia része lett. A település neve évszázadokig Suhi Dolac, vagy Suhi Dol volt, amely száraz völgyet jelent. 1927-ben azonban megépült a vízvezeték és a régi név értelmét veszítette. Ezért később már Primorski Dolacnak, azaz tengermelléki völgyecskének nevezték. A második világháború idején olasz csapatok szállták meg. Lakossága 2011-ben 770 fő volt, akik főként mezőgazdaságból és állattartásból éltek. A plébániához Primorski Dolac, Trolokve és Mravnica települések hívei tartoztak.

## Lakosság
| Lakosság változása | Lakosság változása | Lakosság változása | Lakosság változása | Lakosság változása | Lakosság változása | Lakosság változása | Lakosság változása | Lakosság változása | Lakosság változása | Lakosság változása | Lakosság változása | Lakosság változása | Lakosság változása | Lakosság változása | Lakosság változása |
| ------------------ | ------------------ | ------------------ | ------------------ | ------------------ | ------------------ | ------------------ | ------------------ | ------------------ | ------------------ | ------------------ | ------------------ | ------------------ | ------------------ | ------------------ | ------------------ |
| 1857               | 1869               | 1880               | 1890               | 1900               | 1910               | 1921               | 1931               | 1948               | 1953               | 1961               | 1971               | 1981               | 1991               | 2001               | 2011               |
| 805                | 825                | 849                | 991                | 1.043              | 1.213              | 1.438              | 1.571              | 1.516              | 1.591              | 1.685              | 1.546              | 1.197              | 999                | 839                | 770                |

(1857-től 1931-ig Suhi Dolac, 1948-ban pedig Donji Dolac néven.)

## Nevezetességei
- Páduai Szent Antal tiszteletére szentelt régi plébániatemploma 1730-ban épült a Glavica nevű magaslatra. Bejárata mellett két kis ablak, felette rózsaablak látható, a homlokzata felett álló harangtoronyban két harang található. Apszisa boltozott. A főoltár fából készült, rajta Páduai Szent Antal szobrával, két oldalán Remete Szent Antal és Szent Balázs szobrai láthatók. A hajóban a Szűzanya szobra, a falakon pedig Szent Jeromos, Szent János evangélista, Szent Jakab apostol és a Szűzanya barokk képe találhatók. Liturgikus tárgyai közé tartozik még egy fából faragott kereszt, két ezüst ereklyetartó, és egy velencei készítésű körmeneti kereszt a 18. századból. A templomot 1922-ben, 1949-ben és a 21. század elején megújították. Körülötte temető található.[3]
- Páduai Szent Antal tiszteletére szentelt új plébániatemplomát 2003-ban építették a régi plébániatemplom közelében Ilija Živković építész tervei szerint. A szentélyben az oltár mögött Szent Antal domborműve látható. A stáció fémdomborművei, Szűz Mária és Páduai Szent Antal szobrai Stanislav Bavčević szobrászművész alkotásai.[3]
- A gornji doci Szent Márton templom a 18. században épült. A bejárat felett látható az építés bevésett évszáma 1774. Bejárata mellett két kis ablak, felette rózsaablak látható, a homlokzata felett álló harangtoronyban két harang található. A főoltár fából készült rajta Szent Márton képével. A hajóban található mellékoltár Mária mennybevétele tiszteletére van szentelve. Szűz Mária szobra áll rajta. A falon Szent Szilveszter pápa képe és egy fából faragott kereszt látható. A templomot a II. világháború után felújították, majd az utóbbi években teljesen megújították. Körülötte temető található.[3]